# Anselm Grün
Anselm Grün, OSB (* 14. ledna 1945 Junkershausen) je německý katolický kněz, benediktinský mnich, ekonom, filosof a teolog (žák Karla Rahnera). Je mimořádně úspěšným autorem duchovní literatury a hlavním ekonomem opatství Münsterschwarzach. Napsal okolo dvou set knih. Řada z nich byla přeložena do několika jazyků, více než třicet titulů se dočkalo i českého vydání.

## Život
Anselm Grün prožil dětství se šesti sourozenci v Lochhamu u Mnichova. V letech 1965 - 1971 studoval filozofii a katolickou teologii v St. Ottilienu a v Římě. V roce 1974 získal doktorát z teologie. Žije a pracuje v německém opatství Münsterschwarzach.

## Dílo

### Knihy (výběr)
- Der Anspruch des Schweigens, Vier-Türme-Verlag, 1984, ISBN 978-3878681267.
- Lebensmitte als geistliche aufgabe, 1980, Vier-Türme Verlag.
- Wenn ich nur noch einen tag zu leben hätte, Kreutz, Stuttgart, 1999,
- Sakramente: Eucharistiefeier – Verwandlung und Einswerden, Vier-Türme-GmbH, Verlag, 2000, ISBN 978-3-87868-148-9.
- Schenk mir ein weites Herz, Gebete, Herder, Freiburg im Breisgau, 2006.
- Die Zehn Gebote, Wegweiser in die Freiheit, Vier-Tůrme-Verlag, 2006.
- Mit Anselm Grün zur inneren Balance finden, Verlag Herder Freiburg mit Breisgau, 3. vydání, 2007.
- Wege durch die Depression, Spirituelle Impulse, 2008, Verlag Herder GmbH, Freiburg im Breisgau, ISBN 978-3-45129-720-5.

### České překlady
- Biblické obrazy o vykoupení, Karmelitánské nakladatelství, 1993, edice: Duchovní život, v originále: Biblische Bilder von Erlösung.
- Modlitba jako setkání, Karmelitánské nakladatelství, 1993, ISBN 80-85527-26-X, Gebet als Begegnung.[2]
- O mlčení, Karmelitánské nakladatelství, 1994, ISBN 80-85527-48-0, Der Anspruch des Schweigens'.
- Zdraví jako duchovní úkol, Trinitas, 1994, ISBN 80-9014-571-X (spoluautor s Meinrad Dufner).
- Modli se a pracuj, Karmelitánské nakladatelství, 1994, ISBN 80-85527-64-2, Bete und arbeite, (spoluautor s Fidelis Ruppert).
- Hlubinně psychologický výklad Písma, Česká křesťanská akademie, 1994.
- Půst, Modlitba tělem a duší, Karmelitánské nakladatelství, 1995, ISBN 80-8552-767-7.
- Moc nad bezmocí, Rozvíjet vědomí vlastní hodnoty, Karmelitánské nakladatelství, 1995, Selbstwert entwickeln – Ohnmach meistern.
- Sny na duchovní cestě, Česká křesťanská akademie, 1995, ISBN 80-85795-19-1, Träume auf dem geistlichen Weg.
- Mystika a erós, Česká křesťanská akademie, 1996, ISBN 80-85795-21-3, Mystik und Eros, (spoluautor s Gerhard Riedl).
- Smrt v životě člověka, Karmelitánské nakladatelství, 1997, ISBN 80-7192-221-8, Leben aus dem Tod.
- Buď dobrý sám k sobě, Karmelitánské nakladatelství, 1997, ISBN 80-7192-203-X.
- Kříž, teologický a duchovní význam symbolu naděje, Karmelitánské nakladatelství, 1997, ISBN 80-7192-233-1.
- Jak zacházet s myšlenkami, Zvon, 1997, ISBN 80-7113-190-3, Einreden.
- Modlitba a sebepoznání, Zvon, 1997, ISBN 80-7113-191-1, Gebet und Selbsterkenntnis.
- Cesty ke svobodě, Karmelitánské nakladatelství, 1997, ISBN 80-7192-244-7.
- Myšlenky na každý den, Karmelitánské nakladatelství, 1998, edice: Duchovní život, ISBN 80-7178-278-5, Wenn och Gotthineinhorche.
- Proměňující moc víry, Karmelitánské nakladatelství, 1998, ISBN 80-7192-332-X, Glauben als Umdeuten.
- Exercicie pro všední den, Karmelitánské nakladatelství, 1998, edice: Duchovní život, ISBN 80-7192-424-5.
- Poselství shůry, 50 andělských inspirací pro všední den, Karmelitánské nakladatelství, 1999, ISBN 80-7192-375-3, 50 Engel für das Jahr.
- Kdybych měl už jen jeden den života, Karmelitánské nakladatelství, 2000, ISBN 80-7192-341-9, Wenn ich nur noch einen tag zu leben hätte.
- Duchovní terapie a křesťanská tradice, Čtrnáct svatých pomocníků, Karmelitánské nakladatelství, 2000, ISBN 80-7192-425-3, Wunden zu Perlen verwandeln.
- Spiritualita stvoření, Čtyři cesty k budoucnosti, Karmelitánské nakladatelství, 2000, ISBN 80-7192-474-1.
- Otcové pouště s Anselmem Grünem, Karmelitánské nakladatelství, 2000, ISBN 80-7192-479-2.
- Každý má svého anděla, Boží pomocníci jako součást radostné zvěsti biblických příběhů, Karmelitánské nakladatelství, 2000, ISBN 80-7192-540-3, Jeder Mensch hat einen Engel.
- Obrazy proměnění, Cesta k proměně lidského nitra, Karmelitánské nakladatelství, 2001, ISBN 80-7192-492-X, Bilder von Verwandlung.
- 50 x Ježíš, Karmelitánské nakladatelství, 2001, edice: Malý duchovní život, ISBN 80-7192-482-2.
- Než se setkáme v nebi, Karmelitánské nakladatelství, 2001, ISBN 80-7192-668-X.
- Bydlet v domě lásky, Krátké meditace o lásce, Karmelitánské nakladatelství, 2001, edice: Duchovní život, ISBN 80-7192-542-X.
- V půli cesty: střední věk jako duchovní úkol, Karmelitánské nakladatelství, 2001, ISBN 80-7192-569-1.
- Tajemství velikonoční radosti, Padesát duchovních inspirací, Karmelitánské nakladatelství, 2002, edice: Malý duchovní život, ISBN 80-7192-629-9.
- Tvé jméno, Karmelitánské nakladatelství, 2002, ISBN 80-7192-652-3.
- Škola odpuštění, Cesty ke smíření, Karmelitánské nakladatelství, 2002, ISBN 978-80-7192-653-5, Vergib dir selbst. Versöhnung – Vergebung.
- Spiritualita zdola, Karmelitánské nakladatelství, 2002, edice: Malý duchovní život, ISBN 80-71925-59-4, Spiritualität von unten, (spoluautor s Meinrad Dufner).
- Jak zacházet se zlým, Boj s démony ve starém mnišství, Karmelitánské nakladatelství, 2003, edice: Malý duchovní život, ISBN 80-7192-703-1, Vergib dir selbst. Versöhnung – Vergebung.
- Víra, Karmelitánské nakladatelství, 2003, ISBN 80-7192-704-X, Glauben.
- Naděje, Karmelitánské nakladatelství, 2003, ISBN 80-7192-791-0.
- Láska, Karmelitánské nakladatelství, 2003, ISBN 80-7192-862-3.
- Víra, naděje a láska, Karmelitánské nakladatelství, 2004, edice: Malý duchovní život, ISBN 80-7192-857-7, Glaube, Hoffnung und Liebe.
- Svatý Benedikt z Nursie. Učitel duchovního života, Vyšehrad, 2004, ISBN 80-7021-695-6.
- Ztroskotals? Máš šanci!, Když se člověku hatí životní plány, Karmelitánské nakladatelství, 2004, edice: Malý duchovný život, ISBN 80-7192-786-4.
- Štěstí souznění, Karmelitánské nakladatelství, 2004, ISBN 80-7192-965-4, Das Glück des Einklangs.
- Štěstí vděčnosti, Karmelitánské nakladatelství, 2005, ISBN 80-7192-768-6, Das Glück der Dankbarkeit: im ABC der Lebenskunst.
- Štěstí setkání, Karmelitánské nakladatelství, 2005, ISBN 80-7192-799-6, Glück des Einklangs.
- Přátelství, Karmelitánské nakladatelství, 2006, ISBN 80-7192-651-5,.
- Štěstí pozornosti, Karmelitánské nakladatelství, 2006, ISBN 80-7192-966-2, Das Glück der Achtsamkeit.
- Vyznej se sám v sobě, Jak zacházet s myšlenkami, Modlitba a sebepoznání, Karmelitánské nakladatelství, 2006, edice: Malý duchovní život, ISBN 80-7195-034-3, Einreden, Gebet und Selbsterkenntnis.
- Mariánské svátky: ukazatele cesty k životu, Karmelitánské nakladatelství, 2006, edice: Malý duchovní život, ISBN 80-7195-035-1.
- Pracovat i žít, Karmelitánské nakladatelství, 2006, ISBN 80-7195-039-4, Leben und Beruf. Eine Spirituelle Herausforderung.
- Za co mě Bůh trestá?, Nepochopitelná Boží spravedlnost, Karmelitánské nakladatelství, 2006, edice Malý duchovní život, ISBN 80-7195-054-8, Leben und Beruf. Eine Spirituelle Herausforderung.
- Jsi požehnáním, Karmelitánské nakladatelství, 2007, ISBN 978-80-7192-988-8, Du bist ein Segen.
- Pokoj v srdci, Být v souladu sám se sebou, Paulínky, 2007, ISBN 978-80-86949-37-6.
- Vidět v druhém Krista, Láska k bližním podle svatého Benedikta, Karmelitánské nakladatelství, 2007, ISBN 978-80-7195-119-3, Christus im Bruder, Benediktinische Nächsten- und Feindesliebe.
- O životě z víry s Anselmem Grünem, Karmelitánské nakladatelství, 2007, ISBN 978-80-7195-124-7.
- Proměň svůj strach, Cesta k nové chuti do života, Paulínky, 2008, ISBN 978-80-86949-55-0, Verwandle deine Angst.
- Jak znovu najít radost, Karmelitánské nakladatelství, 2008, ISBN 978-80-7195-118-6, Eigene Freude wiederfinden.
- Řízení jako duchovní úkol, Karmelitánské nakladatelství, 2008, ISBN 978-80-7195-149-0, Spirituell führen: Mit Benedikt und der Bibel, (spoluautor s Friedrich Assländer).
- Deprese jako šance, Spirituální impulzy, Portál, Praha, 2009, ISBN 978-80-7367-608-7, překlad: Petr Babka, Wege durch die Depression, Spirituelle Impulse.
- Umění stárnout, Karmelitánské nakladatelství, 2009, ISBN 978-80-7195-316-6, Hohe Kunst des Älterwerdens.
- Co je duše?, Moje Tajemství – moje síla, Cesta, 2009, ISBN 978-80-72951178, Was ist die Seele?, (spoluautor s Wunibald Müller).
- Být úplným člověkem, Síla zralé víry, Paulínky, 2009, edícia: Klíč, ISBN 978-80-86949-73-4, Ein ganzer Mensch sein. Die Kraft eines reifen Glaubens.
- Prameny vnitřní víry, Jak se vyhnout vyčerpání, Paulínky, 2009, edícia: Klíč, Quellen innerer Kraft, Erschöpfung vermeiden – Positive Energien nutzen, ISBN 978-80-86949-79-6, EAN: 9 788086 949796.
- Velepíseň na lásku, Karmelitánské nakladatelství, 2009, ISBN 978-80-7195-317-3.
- Biřmování, Karmelitánské nakladatelství, 2009, edice: Svátosti, ISBN 978-80-7195-340-1, Sakrament der Firmung.
- Eucharistie, Karmelitánské nakladatelství, 2009, edice: Svátosti, ISBN 978-80-7195-341-8, Was kommt nach dem Tod? Die Kunst zu leben und zu sterben.
- Křest, Karmelitánské nakladatelství, 2009, edice: Svátosti, ISBN 978-80-7195-342-5, Die Taufe – Feier des Lebens.
- Svátost manželství, Karmelitánské nakladatelství, 2010, edice: Svátosti, ISBN 978-80-7195-343-2, Sakramente: Trauung.
- Svátost smíření, Karmelitánské nakladatelství, 2010, edice: Svátosti, ISBN 978-80-7195-344-9, Sakramente: Die Beichte - Feier der Versöhnung.
- Svátost nemocných, Karmelitánské nakladatelství, 2010, edice: Svátosti, ISBN 978-80-7195-345-6, Sakramente: Die Salbung der Kranken – Trost und Zärtlichkeit.
- Jdi svou vlastní cestou, Jak čelit zranění z dětství, Paulínky, 2010, edice: Klíč, ISBN 978-80-7450-010-7, Finde deine Lebensspur. Die Wunden der Kindheit heilen - Spirituelle Impulse, (spoluautor s Maria-M. Robbenová).
- Smrt není konec, Co nastane po smrti?, Paulínky, 2010, edícia: Klíč, ISBN 978-80-7450-009-1, Was kommt nach dem Tod? Die Kunst zu leben und zu sterben.
- Time management jako duchovní úkol, Karmelitánské nakladatelství, 2010, ISBN 978-80-7195-338-8, Spirituell Zeit gestalten mit Benedikt und der Bibel, (spoluautor Friedrich Assländer).
- Práce jako duchovní úkol, Karmelitánské nakladatelství, 2010, ISBN 978-80-7195-368-5, Spirituell arbeiten. Dem Beruf neuen Sinn geben, (spoluautor Friedrich Assländer).
- Život je teď, Portál, Praha, 2010, ISBN 978-80-7367-749-7, Leben ist jetzt.
- Vánoční rozjímání, Portál, Praha, 2010, ISBN 978-80-7367-776-3.
- Co živí lásku, Vztahy a spiritualita, Portál, Praha, 2011, ISBN 978-80-262-0015-4, Was die Liebe nährt, Spiritualität und Beziehung.
- Svátost kněžství, Karmelitánské nakladatelství, 2011, edice: Svátosti, ISBN 978-80-7195-346-3, Sakramente: Die Weihe - Priesterlich leben.
- Důvěrná slova, Modlitby pro každou příležitost, Paulínky, 2011, ISBN 978-80-7450-027-5, Heilsame Worte Gebete für ein ganzes Leben.
- Moje modlitební kniha, Karmelitánské nakladatelství, 2011, ISBN 978-80-7195-561-0, Mein Gebetbuch.
- Sedm kroků do života : prožít Velikonoce, Paulínky, 2012, ISBN 978-80-7450-042-8.
- Uzdravení skrze podobenství, Karmelitánské nakladatelství, 2012, edícia: Malý duchovní život, ISBN 978-80-7195-604-4, Jesus als Therapeut - Die heilende Kraft der Gleichnisse.
- Důvěřuj sobě, Jak s odvahou překonávat krize, Portál, Praha, 2012, ISBN 978-80-262-0069-7, Trau deiner Kraft.
- Nebe začíná v tobě, Moudrost otců pouště, Portál, Praha, 2012, ISBN 978-80-262-0351-3.
- Bůh a peníze, Dialog mnicha s manažerem, Karmelitánské nakladatelství, 2013, edice: Orientace, ISBN 978-80-7195-603-7, Gott, Geld und Gewissen. Mönch und Manager im Gespräch, (spoluautor s Jochen Zeitz).
- Velikonoční příběh, Karmelitánské nakladatelství, 2013, ilustrace: Giuliano Ferri, ISBN 978-80-7195-643-3, Ostergeschichte.
- Když se děti ptají na Boha, Portál, Praha, 2013, ISBN 978-80-262-0341-4, Kinder fragen nach Gott, (spoluautor s Jan-Uwe Rogge).
- Uzdravení skrze obrazy, Spirituální zdroje vnitřních sil, Portál, Praha, 2013, ISBN 978-80-262-0485-5.
- Pokora a zakoušení Boha, Karmelitánské nakladatelství, 2013, ISBN 978-80-7195-676-1, Demut und Gottesfahrung.
- Vyhoření, Jak rozproudit vlastní energii, Portál, Praha, 2014, ISBN 978-80-262-0587-6, Kraftvolle Visionen gegen Burnout und Blockaden.
- Rok kdy zemřel můj otec, Karmelitánské nakladatelství, 2014, ISBN 978-80-7195-751-5, Jahr, in dem mein Vater starb, (spoluatuor s Leo Fijen).
- Doprovázení na duchovní cestě, Karmelitánské nakladatelství, 2014, ISBN 978-80-7195-705-8.
- Zastavení mého života, Portál, Praha, 2014, ISBN 978-80-262-0707-8, Stationen meines Lebens.
- Kořeny, Portál, Praha, 2015, ISBN 978-80-262-0779-5, Wurzeln. Festen Halt im Leben finden.
- Moudrost vyznání víry, Portál, Praha, 2016, ISBN 978-80-262-1087-0, Worte, die uns tragen. Die Weisheit des Glaubensbekenntnisses
- Proměň se, Portál, Praha, 2017, ISBN 978-80-262-1188-4, Trau Dich neu zu werden

### Audio
- 2004 Putování po ostří nože, Karmelitánské nakladatelství, CD (přednášky v červnu 2004 v Brně).
- 2005 Das kleine Buch vom wahren Glück. Ein Inspirationshörbuch, Tres Bon Livre, CD.
- 2011 Lebe Dein Leben!, CD, Ariola Germany.
- 2012 Buď dobrý sám k sobě .